# Trip – Remix Your Experience
Trip – Remix Your Experience (auch: TRIP – Remix Your Experience) ist ein deutsches Gesamtkunstwerk von Frank Otto und Bernt Köhler-Adams aus dem Jahr 2005. Als Multimedia-Installation kam es bereits im Dezember 2004 im Rahmen des Havana Film Festival im Instituto Superior de Arte zur Uraufführung. Die Weltpremiere als Experimentalfilm fand, im offiziellen kulturellen Rahmenprogramm des deutschen Pavillons, im September 2005 auf der Weltausstellung Expo 2005 in der Präfektur Aichi in Japan statt. Eine vollständige Performance wurde erstmals im Dezember 2005 in der Bergamot-Station in Kalifornien/USA aufgeführt.

## Inhalte und Handlungen
In allen Darstellungsformen des psychedelischen Werks wird der Rezipient als letzter Autor gefordert, seine eigene, individuelle Geschichte entstehen zu lassen.
Die Grundlage für die filmisch-musikalische Konzeptarbeit bildet ein Progressive-Rock-Musikstück von 74 Minuten Dauer. In englischer Sprache interpretiert die Sessionformation The Element Project verschiedene menschliche Beziehungen zur Umwelt, Natur und Liebe. Das Spektrum der Stilmittel, von Rock über Jazz, Blues, Ethno bis Avantgarde, bestimmt die Dramaturgie von vier unterschiedlichen Filmen.
- artwork ist eine Malperformance auf dem Boden vor einer Bücherwand der Videofilme entspringen. Sie erzählt von einem Anstreicher, dem bei der Ausübung seiner langweiligen Tätigkeit die frische Farbe als ein immer größer werdendes Gemälde erscheint. Dabei begegnet ihm eine Meerfrau, die, anknüpfend an Hans Christian Andersens Märchen, in Menschengestalt und stumm, ihr Element nicht mehr verlassen kann. Ihre Scheu reizt ihn so, dass er ihr nachreist und immer neue Versuche unternimmt sie für sich zu gewinnen, bis er schließlich versteht, dass er sich ihr anpassen muss und mit dem Gemälde verschmilzt.
- seamusic ist ein Tauchgang zu unbekannten Wesen der Unterwasserwelt. Von Makroaufnahmen von Plankton über symbiotische Beziehungen und einen im Unterwassersturm auf einer Alge Rodeo reitenden Krebs, bis hin zu dynamischen Kameratauchfahrten von jagenden Muränen. Abgesehen von „speed ups“ zur Verdeutlichung der Bewegungsmotorik von Seegurken sind alle Aufnahmen unverfälschte Naturdokumentationen.
- playing planet stellt in Dokufiktionen die unterschiedlichen Kulturen aus 15 Ländern in Beziehung zueinander. Die in einer traditionellen sudanesischen Familie lebende Frau, die in einem wissenschaftlichen Labor arbeitet oder die junge Amerikanerin, die sich durch provokativ abweichendes Verhalten von ihrer Krieg führenden Heimat abgrenzt. Die Flucht eines indischen Paares zur Liebeshochzeit oder der Kampf um eigene Gerichtsbarkeit auf Tahiti. Geschichten von brasilianischem Voodookult bis chinesischem Drachenzauber und vom Dynamitfischen zum Sporttauchen sowie der Freude an einer Mahlzeit und dem Kick des Fallschirmsprungs.
- In track 2 entdeckt eine junge, U-Bahn fahrende Frau in den Tunnelwänden die Gedanken und Träume der Mitreisenden. 30 Episoden von 30 Filmemachern in ebenso vielen Filmstilen. Die Bandbreite umfasst Animationsfilm, Collagen, S/W Stummfilm, Fotofilm, Kunstfilm, Karaoke und Videoclip in Geschichten über zeremonielle Erdgeburt, Duell, Liebe, verlorenes Spielzeug, der Entdeckung von Unbekanntem, Barbie und Ken und vielem mehr.

Bei den zusätzlichen 8 Videowall-Filmen aus der Bücherwand von „artwork“ handelt es sich um ein ebenfalls die Musik interpretierendes mimisches Porträt, zwei Computeranimationen, zwei VJ-Produktionen und dokumentarischen Aufnahmen von der Malperformance bis zu den Musikern.

## Darstellungsformen
- Die Filmfassung zeigt die vier 4:3-Filme im Split Screen, die Videowall-Filme sind auf beiden Seiten dazugeordnet, wodurch sich ein 16:9 Leinwandformat ergibt.
- Die Multimedia Installation beinhaltet mindestens 4 Leinwandprojektionen und je nach Räumlichkeit 8 oder mehr Plasmabildschirme. Alternativ dazu die Kuppelprojektion.
- Die Performance ergänzt eines der beiden vorgenannten um Liveauftritte der Musiker von "The Element Project" und den Tanz von Amber Steele.
- Das Gesamtkunstwerk zeigt die Filmfassung hinter der Hauptbühne, die von Schlagzeug, Keyboard und Hauptstimme bespielt wird, und die vier Filme an gesonderten Positionen, die ebenfalls Bühnenauftritte erlauben. Die weiteren Bildschirminstallationen und von der Lichtregie vorgegebene Punkte von Auftritten im Publikum können sich auch über mehrere Themenräume erstrecken. Die Performance wird außerdem um artistische Auftritte sowie um eine Bildergalerie erweitert und für die verbleibenden Sinne bestehen Möglichkeiten zum Genuss von Nahrungsmitteln, Getränken und (selbst in den USA) zum Rauchen.
- Als Musikfilm wird die DVD in zwei Versionen angeboten. Die Doppel-DVD enthält auf Disk 1 die Filmfassung mit Multiangle-Optionen an ausgewählten Stellen sowie auf Disk 2 eine 79-minütige Dokumentation über das Projekt,  zusätzliches Multiangle-Bonusmaterial aus „track 2“, den Kinotrailer und den Videoclip „Underway“. Die „Complete Edition“ enthält neben diesen beiden DVDs zwei weitere Disks mit den vier Einzelfilmen und der permanenten Multiangle-Option während des laufenden Films ohne Musik-Unterbrechung zu einem anderen Film zu wechseln. Dolby Digital 5.1 und DTS 5.1 sowie Dolby Digital Stereo.

## Aufführungen
Die Erstaufführung in Deutschland wurde als Coup des Filmfest Hamburg 2005 bezeichnet. Nachdem die Einzelfilme auf verschiedenen internationalen Filmfestivals gezeigt wurden, debütierte auch die Gesamtfassung bei den 59. Internationalen Filmfestspielen von Cannes 2006 vor internationalem Filmpublikum. 
Jenseits der Filmbranche bestritt daraufhin eine Performance das „Grand Finale“ auf dem ersten globalen Kunst- und Technologiefestival „Festival of the Fourth Dimension“ 2006 in Sophia Antipoles. Auf die deutsche Kino-Premiere folgte eine 15-Städte-Kinotour mit Liveperformance (18. August bis 18. September 2006) zum Filmstart. 
Erstmals in der Fernsehgeschichte fand am 2. Juni 2007 die synchrone Parallelausstrahlung eines Filmbeitrags in vier Variationen auf 4 TV-Kanälen gleichzeitig statt (3sat, Theaterkanal, ZDFinfo und ZDFdokukanal). Seit Juli 2007 ist Trip als Kuppelprojektion im Programm des Planetarium Hamburg.
Nach 5 Shows in New York, unter anderem im Bronx-Museum, wurde auch in den USA die DVD herausgebracht.

## Kritiken
Der Kinofilm wurde zum Filmstart aus unterschiedlichen Blickwinkeln sehr kontrovers besprochen:
- Cinema (09/2006) zieht mit „Daumen hoch“ das Fazit: „Augenfutter für Gedankenstreuner – man guckt mal da, mal dorthin oder lauscht einfach nur der coolen Musik. Früher nannte man so was Kiffer-Film“.
- Der Spiegel (07/08/2006) stellt dagegen auf einen der Videowall-Filme ab: „Neben einigen überraschend eindrucksvollen Zufallsbegegnungen zwischen Bild und Ton wirken Aufnahmen eines ekstatisch musizierenden Otto wie Dokumente eines Privatvergnügen, die niemals in die Öffentlichkeit hätten gelangen dürfen“.[1]
- Prinz (09/2006) stellt fest: „Das ist sicher nicht jedermanns Sache, doch für fantasievolle Freunde des Progressive Rocks ein wunderbar unorthodoxes Vergnügen“.
- Die Welt am Sonntag (06/08/2006) titelt „Verwirrende Fülle der Eindrücke“ und der Rolling Stone (09/2006) überschreibt: „So richtig psychedelisch“.
- Max (09/2006) urteilt: „Auf jeden Fall aber ein Bilder- und Klangrausch, der den Zuschauer von Haiti bis in die Berliner U-Bahn führt. Gewaltig“.
- Die ARD Tagesschau resümiert am 26. Juli 2007 über die Planetariumspremiere: „Herausgekommen ist ein Trip, der auch ohne Drogen berauscht“.

## Auszeichnungen
- Angel of Los Angeles, u. a. Silver Lake Film Festival
- Spirit Award des Brooklyn International Film Festival für Playing Planet (www.brooklynfilmfestival.org/films/winners/2005.asp)
- Finalist beim DomeFest Chicago 2008